# 운비닐륨
운비닐륨(Unbinillium) 또는 에카-라듐은 아직 발견되지 않은 120번 원소의 이름이다. 원자 번호는 120, 원소 기호는 Ubn이다.
알칼리 토금속이다.

## 역사
2003년에 러시아 합동핵연구소(JINR) 산하 플레로프 핵반응연구소(FLNR)에서 합성을 시도하였다.
{\displaystyle \,_{94}^{244}\mathrm {Pu} +\,_{26}^{58}\mathrm {Fe} \to \,_{120}^{302}\mathrm {Ubn} ^{*}\to \ fission}
{\displaystyle \,_{92}^{238}\mathrm {U} +\,_{28}^{64}\mathrm {Ni} \to \,_{120}^{302}\mathrm {Ubn} ^{*}\to \ fission}
2004년과 2008년에는 프랑스의 거대 중이온 가속기연구소(GANIL)에서 합성을 시도하였다.
{\displaystyle \,_{92}^{238}\mathrm {U} +\,_{28}^{58,60-62,64}\mathrm {Fe} \to \,_{120}^{296,298-300,302}\mathrm {Ubn} ^{*}\to \ fission}
위의 세 실험에서 검출된 원자들은 모두 수명이 약 {\displaystyle 10^{-18}}초이고 자발적 핵분열을 한다.

## 붕괴와 성질
만약 운비닐륨이 합성되면 알파 붕괴를 하여 오가네손을 생성할 것으로 추정된다. 그 이유는 알파 붕괴를 하면, 원래 원소의 주기율표 위치 기준으로 2 앞의 원소를 생성하기 때문이다.
운비닐륨의 성질은 라듐이나 스트론튬과 거의 비슷할 것으로 보인다.
가장 장수명일 가능성이 있는 운비닐륨 동위원소인 운비닐륨-338는 알파붕괴와 베타붕괴,자발핵분열이 전체적으로 일어나지만 핵분열 장벽 에너지와 알파붕괴 에너지가 상대적으로 낮아 베타붕괴 반감기가 수십시간 정도 될것으로 추정된다.

## 같이 보기
- 안정성의 섬